# Amphitrite alcicornis
Amphitrite alcicornis är en ringmaskart som beskrevs av Fauvel 1909. Amphitrite alcicornis ingår i släktet Amphitrite och familjen Terebellidae. Inga underarter finns listade i Catalogue of Life.